# WFV-Pokal 1977/78
Der WFV-Pokal 1977/78 war die 26. Austragung des Pokalwettbewerbs der Männer im württembergischen Amateurfußball. Im Duell zweier Amateurligisten setzte sich der 1. FC Eislingen nach Verlängerung gegen Union Böckingen durch, der den Heimvorteil im Heilbronner Stadion am See nicht nutzen konnte. Der Eislinger Klub gewann damit zum zweiten Mal nach 1956 den Titel. Titelverteidiger 1. FC Normannia Gmünd war im Achtelfinale am VfR Heilbronn gescheitert.
Neben den beiden Finalisten qualifizierten sich die Halbfinalisten SSV Ulm 1846 und BSV Schwenningen sowie der VfR Heilbronn und der FC Tailfingen als Sieger einer Ausscheidungsrunde zwischen den weiteren vier Viertelfinalisten für den DFB-Pokal 1978/79. Der Pokalsieger aus Eislingen schied auswärts beim Zweitligisten Alemannia Aachen nach einer 1:4-Niederlage in der ersten Runde ebenso wie der Finalist aus Böckingen mit einer 2:8-Heimniederlage gegen Bayer 05 Uerdingen aus. Der SSV Ulm erreichte über einen Auswärtssieg beim SC Victoria Hamburg, einen Heimsieg gegen den Zweitligisten FSV Frankfurt und einen 5:1-Auswärtserfolg beim späteren Zweitligameister SV Darmstadt 98 das Achtelfinale, wo im Wiederholungsspiel gegen Südwest Ludwigshafen das Aus kam. Der BSV Schwenningen musste in der ersten Runde beim Bundesligisten Borussia Dortmund antreten und kassierte eine 1:14-Niederlage. Ebenso schieden der VfR Heilbronn beim Bundesligisten Fortuna Düsseldorf und der FC Tailfingen beim Zweitligisten SC Freiburg auswärts gegen Profimannschaften aus.

## Achtelfinale
|                       | Ergebnis  |                 |
| --------------------- | --------- | --------------- |
| VfL Pfullingen        | 1:9       | 1. FC Eislingen |
| 1. FC Normannia Gmünd | 3:6       | VfR Heilbronn   |
| FV Ravensburg         | 1:2       | SV Rot          |
| TSV Schönaich         | 6:5 n. E. | SG Aulendorf    |
| Union Böckingen       | 1:0       | Heidenheimer SB |
| FC Tailfingen         | 2:1       | SpVgg Aidlingen |
| BSV Schwenningen      | 1:0       | FC Tuttlingen   |
| SSV Ulm 1846          | 2:0       | TB Neckarhausen |

## Viertelfinale
|                  | Ergebnis  |                 |
| ---------------- | --------- | --------------- |
| Union Böckingen  | 3:1       | VfR Heilbronn   |
| TSV Schönaich    | 0:1       | SSV Ulm 1846    |
| BSV Schwenningen | 3:2 n. V. | FC Tailfingen   |
| SV Rot           | 2:3 n. E. | 1. FC Eislingen |

Ausscheidungsspiele zur Ermittlung der weiteren WFV-Teilnehmer am DFB-Pokal
|               | Ergebnis |               |
| ------------- | -------- | ------------- |
| VfR Heilbronn | 5:0      | TSV Schönaich |
| SV Rot        | 1:2      | FC Tailfingen |

## Halbfinale
|                 | Ergebnis                       |                  |
| --------------- | ------------------------------ | ---------------- |
| 1. FC Eislingen | 4:1                            | SSV Ulm 1846     |
| Union Böckingen | 4:4 (Abbruch wegen Dunkelheit) | BSV Schwenningen |

Wiederholungsspiel
|                 | Ergebnis |                  |
| --------------- | -------- | ---------------- |
| Union Böckingen | 4:2      | BSV Schwenningen |

## Endspiel
| Union Böckingen                                    | Union Böckingen | 1. FC Eislingen | 1. FC Eislingen |
| -------------------------------------------------- | --- | --- | --------------- |
| Union Böckingen                                    | \| 7. Mai 1978 in Stadion am See, Heilbronn-Böckingen \| \| Ergebnis: 2:3 n. V. (0:1, 1:1) \| \| Zuschauer: 1500 \| \| Schiedsrichter: Karl Gaus (Empfingen) \| | \| 7. Mai 1978 in Stadion am See, Heilbronn-Böckingen \| \| Ergebnis: 2:3 n. V. (0:1, 1:1) \| \| Zuschauer: 1500 \| \| Schiedsrichter: Karl Gaus (Empfingen) \|         | 1. FC Eislingen |
| Union Böckingen                                    | Weiland – Michael Geiger, Mann, Klaus Rechkemmer, Lahser, Mach, Liaci (110. Klahre), Graf, Hans Jost, Werner Gessler, Kuzaj                                     | Paul Götz – Peter Kuch, Germar Leibold, Klaus Gromer, Werner Kässer, Germar Lechner, Gunnar Weiß, Günter Ascherl, Manfred Hieber, Rudi Kauer, Walter Epple (75. Weeger) | 1. FC Eislingen |
| Union Böckingen                                    | 1:1 Kuzaj (76. Handelfmeter) 2:3 Gessler (113.) | 0:1 Weiß (43.) 1:2 Weeger (100.) 1:3 Kässer (110.) | 1. FC Eislingen |
| 7. Mai 1978 in Stadion am See, Heilbronn-Böckingen | | |                 |
| Ergebnis: 2:3 n. V. (0:1, 1:1)                     | | |                 |
| Zuschauer: 1500                                    | | |                 |
| Schiedsrichter: Karl Gaus (Empfingen)              | | |                 |